# ブルース・ヘイズ

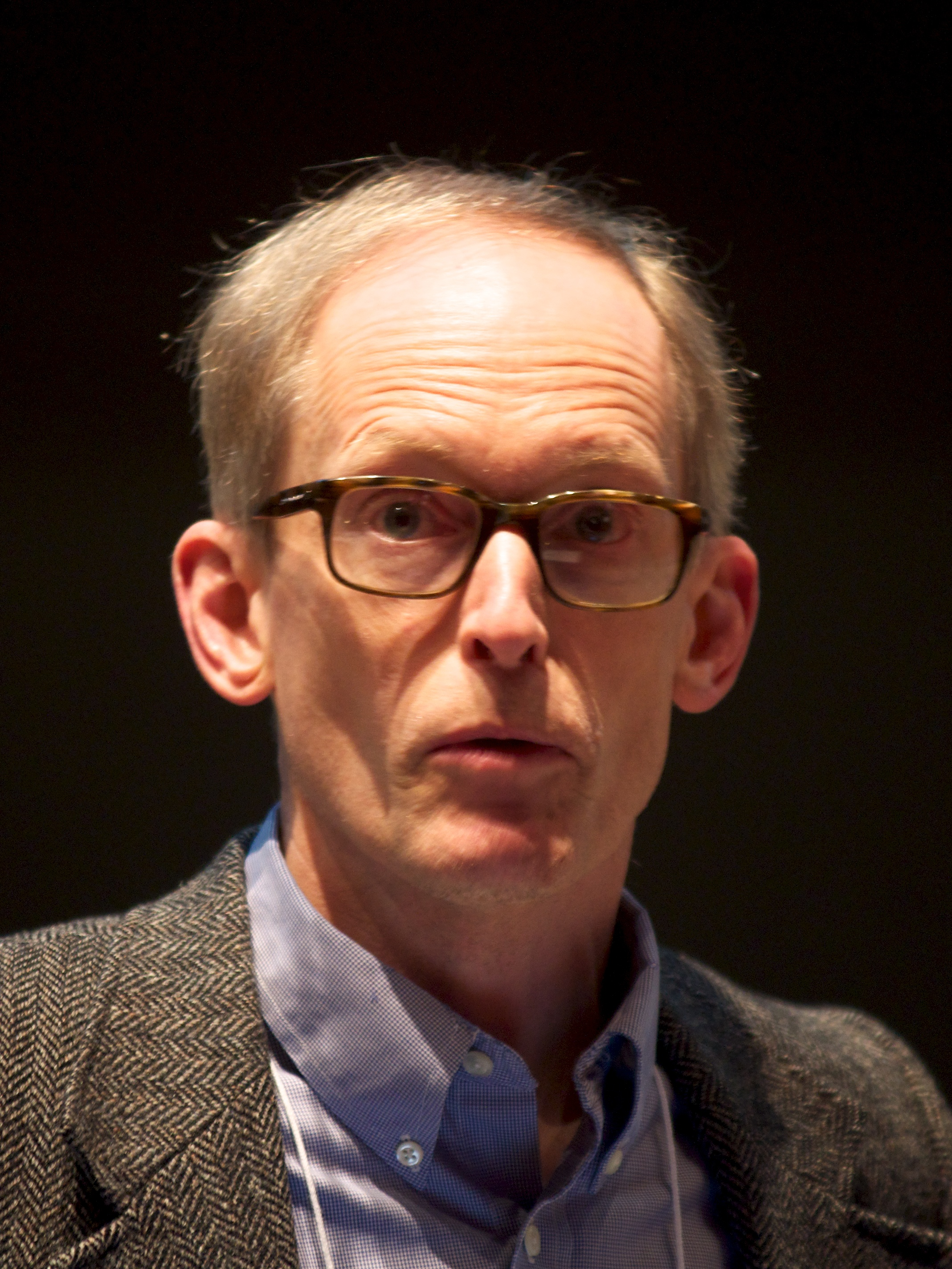
ブルース・ヘイズ

ブルース・ヘイズ(Bruce Hayes)はアメリカの言語学者。1976年にハーバード大学より学士習得、後1980年にMITより博士習得。1981年より、UCLA言語学部助教授、現在、同大学教授。
韻律音韻論の分野で非常に重要な研究を重ね、1995年にまとめられた彼の本は人間言語のストレスパターンのパラメター理論の集大成である。韻律音韻論を用いたストレスの研究のほかに、最適性理論、言語習得、音声学と音韻パターンの関わり、形態的パラダイムの研究、イントネーションや韻律の言語学的考察、などを幅広い研究成果を残している。近年では、計算言語学や実験音韻論などの分野の研究を盛んに行っている。最大エントロピー法を言語学の分析に応用した研究でも広く知られる。
また2008年には音韻論の教科書を出版した。